# National Trust for Jersey
Pour les articles homonymes, voir National Trust.

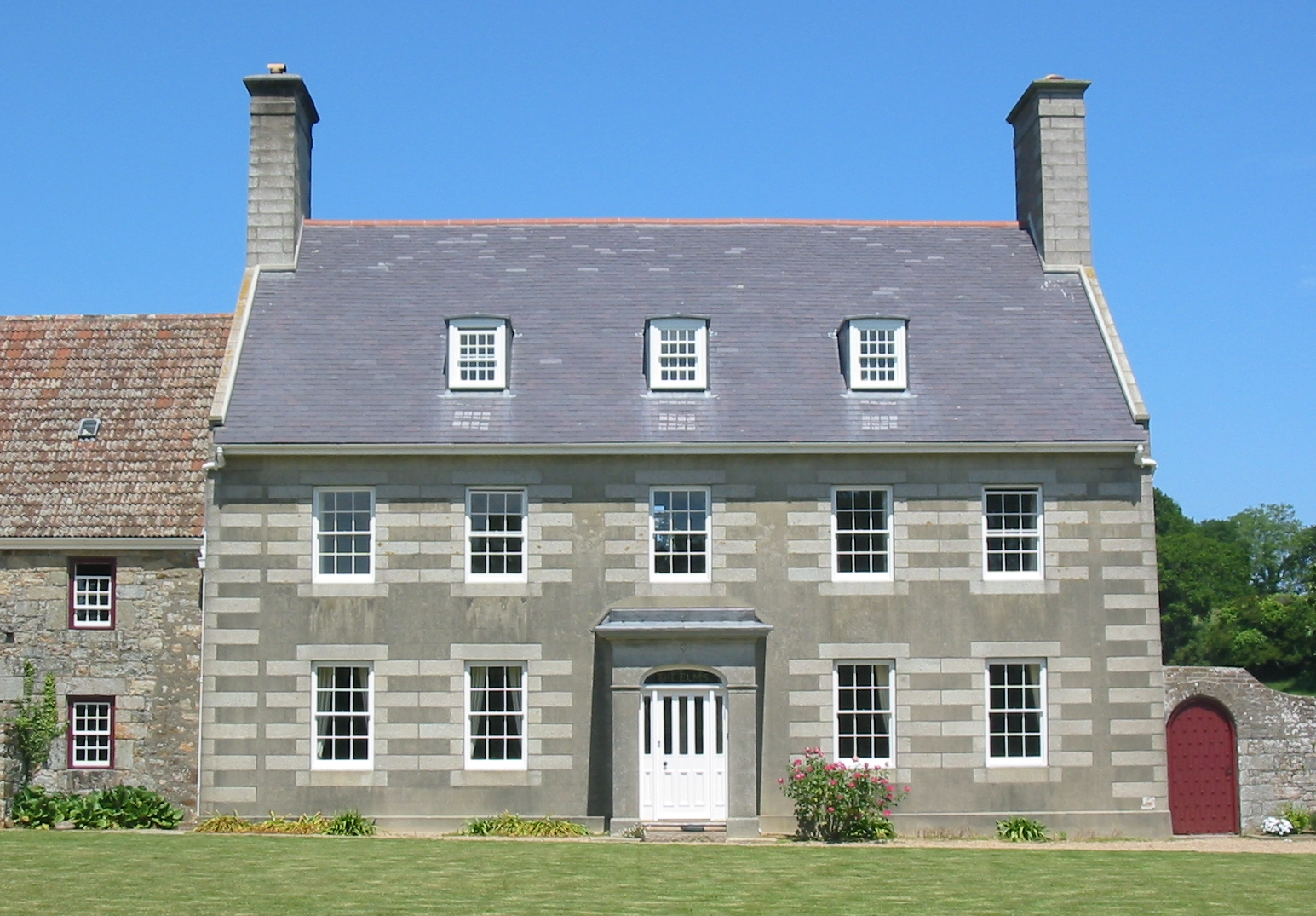
Le siège du National Trust de Jersey dans la paroisse de Sainte-Marie.

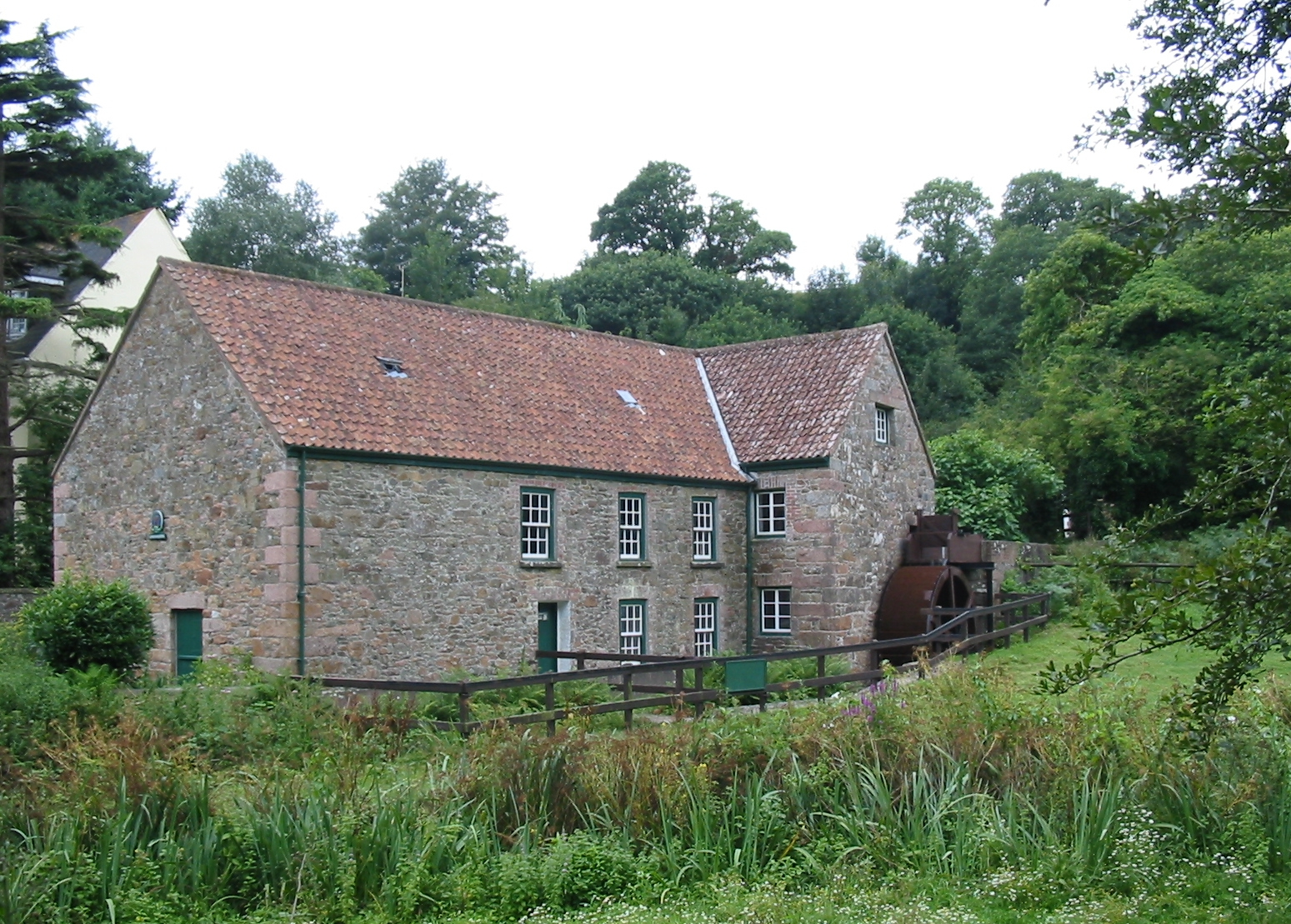
Le Moulin de Quétel (Saint-Pierre).

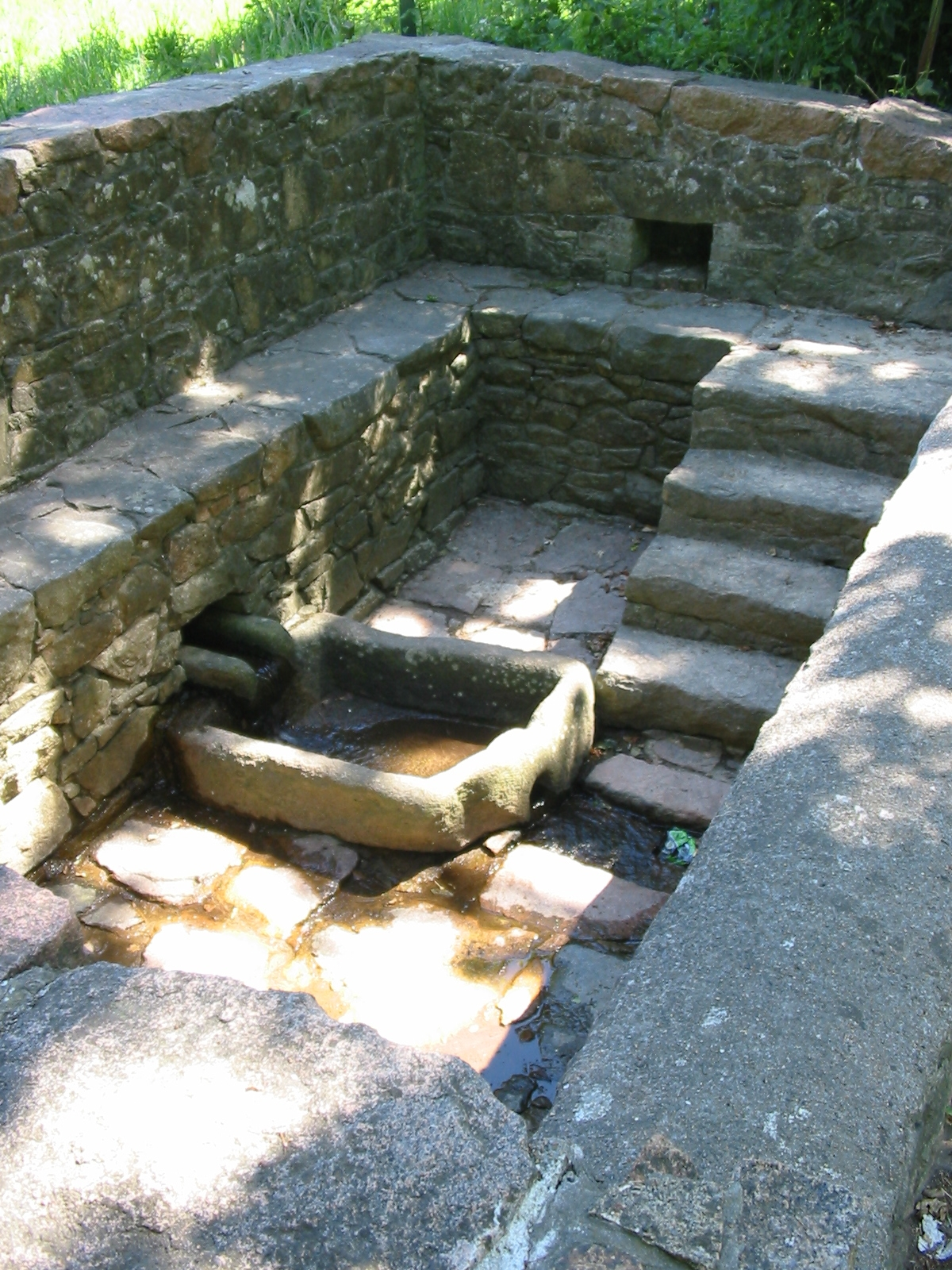
Le lavoir de la rue des Près (Grouville).

Le National Trust for Jersey (en français : National Trust de Jersey) est une association sans but lucratif, qui vise à préserver et à mettre en valeur le patrimoine historique (monuments et environnement) du bailliage de Jersey.
L'association a été fondée en 1936. Le trust (fiducie), est maintenant la plus grande propriétaire terrienne de l'île, portant sur plus de 130 lieux, couvrant environ 1 000 vergées (2 km², 500 hectares environ) de terre avec 16 bâtiments historiques. Les structures et les terres sont gérées conformément aux politiques de protection afin d'assurer leur conservation permanente.
Son siège est situé dans la paroisse de Sainte-Marie.
Il participe avec la Société Jersiaise, chaque année, au mois d'octobre, à l'organisation de la Faîs'sie d’Cidre (la fête du cidre).

## Lieux de l'association
(Liste non exhaustive)
- La Ronce[1], Saint-Ouen
- Le Rât[2], Saint-Laurent
- Louvain[3], Saint-Clément
- Summerleigh[4], Saint-Clément
- La ferme Morel[5], Saint-Laurent
- La Vallette[6], Saint-Jean
- The Elms[7], Sainte-Marie
- Hamptonne[8], Saint-Laurent
- Don Hilton[9], Saint-Ouen Bay
- Fort Câtel Fort[10], Saint-Hélier
- Tour Victoria Tower[11], Saint-Catherine
- Grève de Lecq Barracks[12], Saint-Marie
- Le Moulin de Quétivel[13], Saint-Pierre
- Le Moulin de Tesson[14], Saint-Pierre
- Lavoir de la Rue des Prés[15], Grouville